# さかあがりの夕焼け
「さかあがりの夕焼け」（さかあがりのゆうやけ）は、日本の楽曲。編曲：瀬尾一三、作詞・作曲・歌：清須邦義。

## 解説
1981年6月、NHKの『みんなのうた』で紹介。夕暮れ、学校の鉄棒で逆上がりをした時の気分をバラード調で綴った歌。2番では校庭に汽車の絵を描いた時の心が歌われている。なお放送では、2番の歌詞はかなり縮小された。
ロケ地は山形県西置賜郡白鷹町で、映像では木造の校舎や白鷹町の祭り、そして、当時国鉄長井線だった現在の山形鉄道が映されている。
10年後の1991年10月に初めて再放送された。その後2011年10月-11月、2013年10月-11月にも再放送。